# Ascensión Esquivel Ibarra
Ascensión Esquivel Ibarra (ur. w 1844, zm. w 1923) – był adwokatem, sędzią i politykiem kostarykańskim pochodzenia nikaraguańskiego (naturalizowany w Kostaryce w 1869), sekretarzem stanu w latach 1885-1889, ambasadorem w Gwatemali i Nikaragui, ministrem spraw zagranicznych oraz dwukrotnym prezydentem swego kraju: w 1889 (jako pełniący obowiązki, ustąpił w obliczu krwawych zamieszek) i w latach 1902-1906, kiedy to objął urząd na skutek kompromisu między prezydentem Rafaelem Yglesiasem Castro oraz jego przeciwnikami. Ponadto obejmował stanowisko przewodniczącego Sądu Najwyższego w latach 1917-1920.